# Казнь иранских политических заключённых в 1988 году
Серия массовых казней политических заключённых по приказу аятоллы Хомейни была осуществлена иранскими властями по всему Ирану начиная с 19 июля 1988 года и продолжаясь примерно пять месяцев. Убийства свершались как минимум в 32 городах по всей стране, а число убитых варьируется от 2500 до 30 000 человек, многие из которых также подвергались и пыткам.
Большинство убитых было сторонниками Организации моджахедов иранского народа, но были также казнены сторонники других левых фракций, в том числе Организации фидаинов иранского народа и Народной партии Ирана:209-228.
Убийства происходили за пределами законодательства, и судебные процессы не были направлены на установление вины или невиновности подсудимых. Были предприняты большие усилия для сокрытия убийств, и правительство Ирана и по состоянию на 2016 год продолжает отрицать их свершение. Массовые убийства были названы правозащитными организациями «величайшим преступлением Ирана против человечества», беспрецедентными в современной иранской истории, как с точки зрения масштабов, так и сокрытия:201,  и были осуждены заместителем Верховного руководителя Ирана аятоллой Монтазери, Советом ООН по правам человека и рядом стран, таких, как Швеция, Канада и Италия.

## Ключевые лица
В «Тегеранский комитет смерти», приговаривающий заключенных к смертной казни входили четыре человека:
- Мортеза Эшраги, генеральный прокурор и судья Верховного суда (1989—1998);
- Ибрахим Раиси, заместитель генерального прокурора[25];
- Хосейн Али Найери, религиозный судья, зампредседателя Верховного суда Ирана (1989—2013);
- Мостафа Пурмохаммади, прокурор Революционного суда Вооружённых Сил в западных регионах.

Все четверо никогда не имели негативных последствий из-за своих казней и не сожалели о том, что делали.
Хамид Нури — бывший тюремщик КСИР, принимавший участие в массовых казнях 1988 года в тюрьмах Эвен и Гохардашт был заманен в Швецию, где его задержали и вскоре признали виновным.